# Francesco Maria Bourbon Del Monte

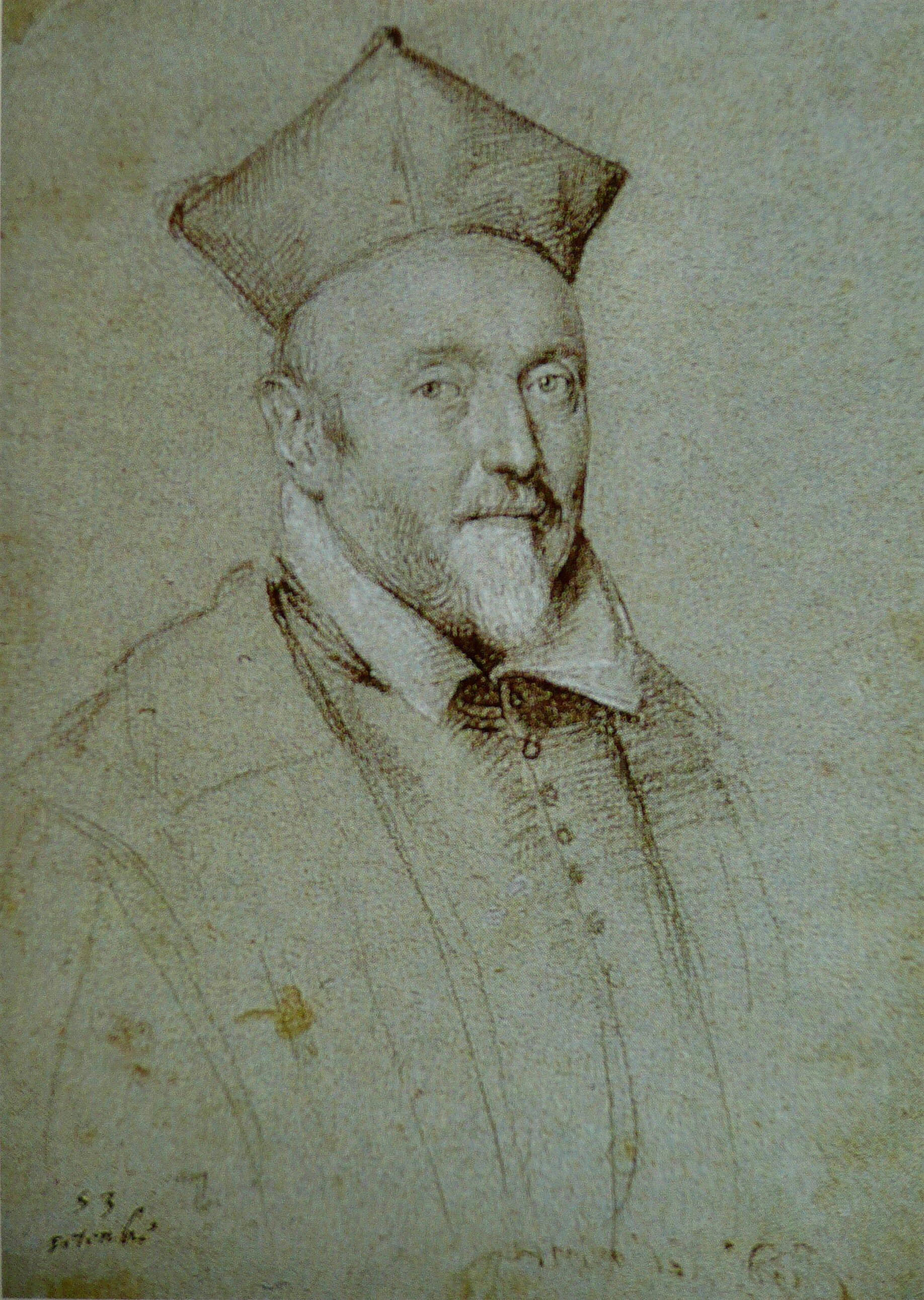
Porträt von Kardinal Francesco Maria del Monte von Ottavio Leoni, 1616

Francesco Maria del Monte (* 5. Juli 1549 in Venedig; † 27. August 1627 in Rom) war ein italienischer Kardinal der Römischen Kirche.

## Leben
Del Montes heutige Bekanntheit beruht auf seiner Stellung als früher Förderer des italienischen Künstlers Michelangelo Merisi da Caravaggio. Seine Sammlung, die sogenannte Monte-Sammlung, enthielt bedeutende Kunstwerke seiner Zeit. 

Kardinalswappen (modernes Schema)

Del Monte wurde in Venedig als Sohn einer toskanischen Adelsfamilie, die Bourbon del Monte Santa Maria, aus der mehrere römisch-katholische Kardinäle stammen, geboren. Sein Vater war der Marchese Ranieri Bourbon del Monte, erster Graf von Monte Baroccio, und seine Mutter war Monte Pianosa. Verwandtschaftlich entstammt er der königlichen Dynastie der Bourbon aus Frankreich. Monte schlug eine berufliche Laufbahn in der römisch-katholischen Kirche ein. Er war zunächst Kommendatarabt von Santa Croce a Monte Fabali. Danach ging er nach Rom und wurde Berater bei Kardinal Alessandro Sforza, bevor er dann in den Beraterstab um Kardinal Ferdinando I. de’ Medici wechselte. Er wurde 1580 Mitglied des Tribunals der Apostolischen Signatur für Gerechtigkeit und Gnade. Es folgten Jahre des Dienstes für den Medici-Großherzog und ehemaligen Kardinal Ferdinando de’ Medici.
Im Konsistorium vom 14. Dezember 1588 wurde er von Papst Sixtus V. zum Kardinalat erhoben und im Januar 1589 als Kardinaldiakon von Santa Maria in Domnica installiert. Die Priesterweihe empfing Del Monte am 10. April 1589 in der Kirche Santa Maria in Vallicella in Rom durch Kardinal Scipione Gonzaga. Er nahm an den beiden Konklaven im Jahre 1590, am Konklave 1591 und am Konklave 1592 teil. 1591 Kardinalpriester von Santi Quirico e Giulia geworden, erlangte Kardinal Del Monte in der Folge die Titelkirchen Santa Maria in Aracoeli (1592), Santa Maria in Trastevere (1611) und San Lorenzo in Lucina (1612). Als Kardinal vertrat er an der Kurie die Interessen des Medici-Großherzogs von Toskana Ferdinando de’ Medici. Im Widerstreit der Interessen von Spaniern und Franzosen am päpstlichen Hof stellte er sich diskret auf die Seite des französischen Königshofes. Von 1606 bis 1616 war er Präfekt der Konzilskongregation, wobei ihn Papst Paul V. 1615 zum Kardinalbischof des suburbikarischen Bistums Palestrina erhob und ihm am 7. Dezember desselben Jahres persönlich die Bischofsweihe spendete; Mitkonsekratoren waren die Kardinäle Giovanni Evangelista Pallotta, Kardinalbischof von Frascati, und Benedetto Giustiniani, Kardinalbischof von Sabina. Beim Konklave von 1621 galt er als papabile, seine Wahl wurde jedoch aufgrund seiner Sympathien für Frankreich durch ein Veto der Kardinäle der spanischen Seite verhindert. Unter Papst Gregor XV. wurde er 1621 Kardinalbischof von Porto und Santa Rufina und Subdekan des Kardinalskollegiums, unter Urban VIII., dem folgenden Pontifex, 1623 Kardinalbischof von Ostia und Kardinaldekan.

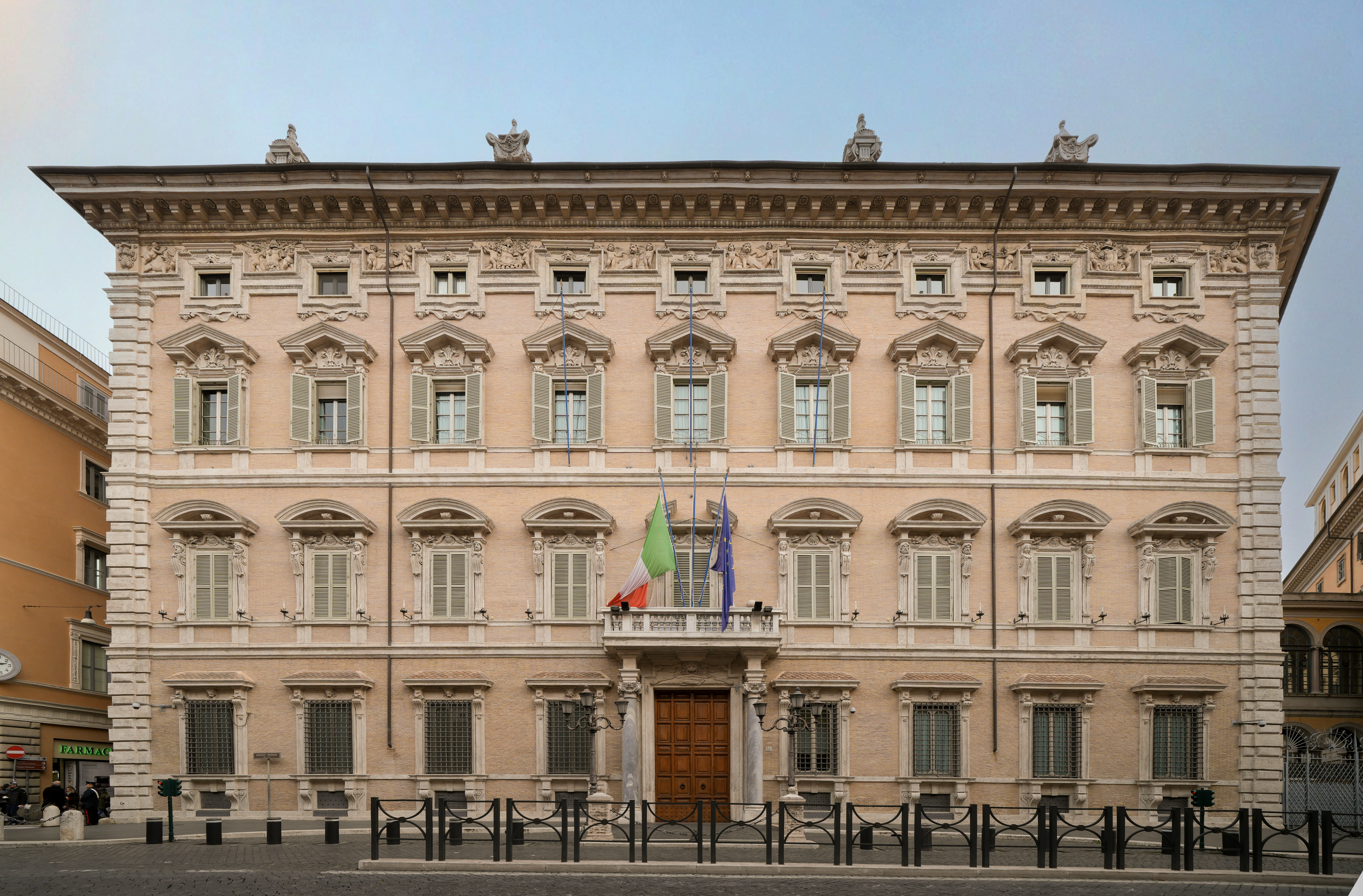
Palazzo Madama, Kardinal del Montes Palast in Rom.

Del Monte starb in Rom in seinem Palazzo Madama, dem heutigen Sitz des Italienischen Senates.

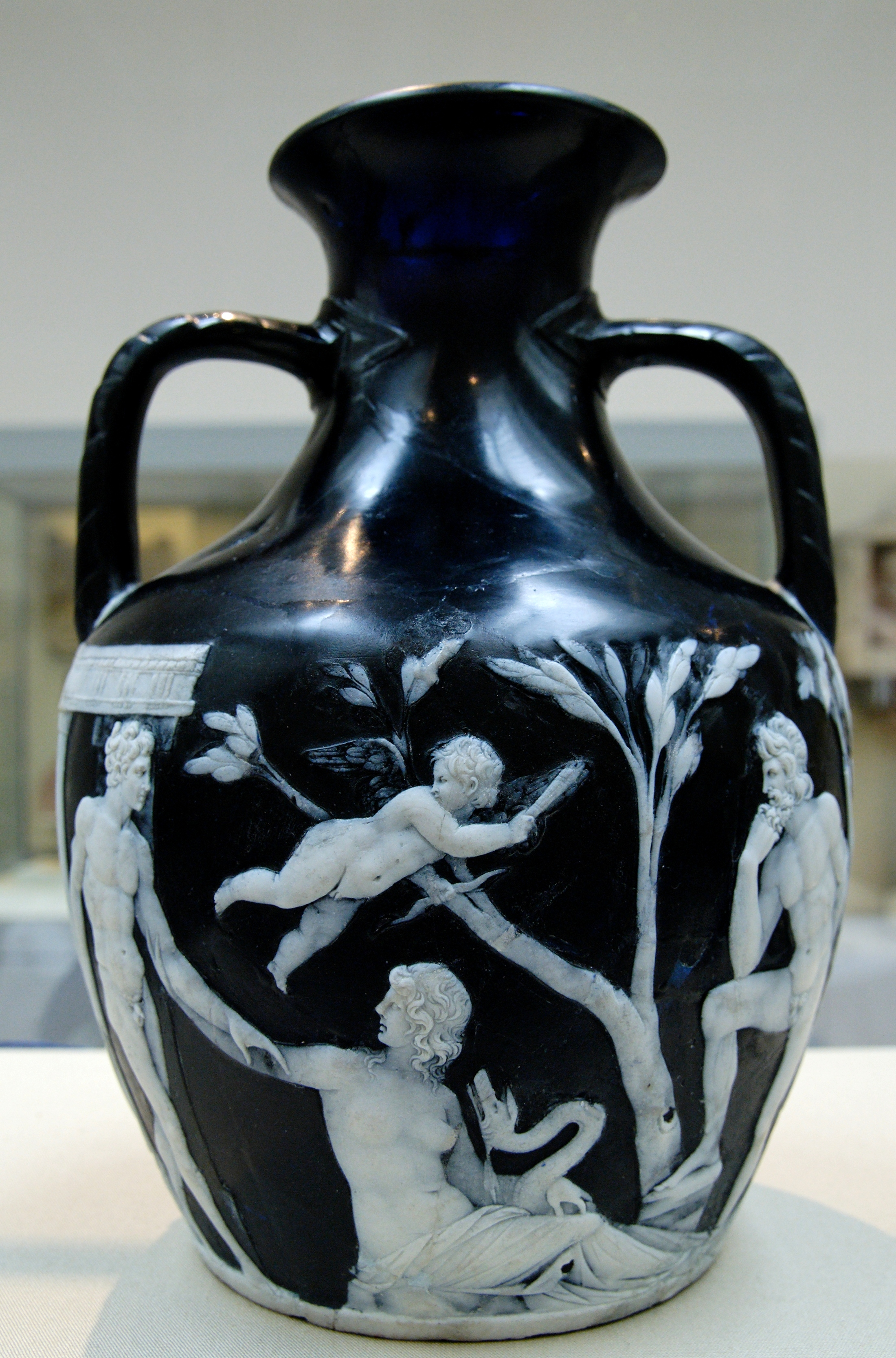
Die Portlandvase

Del Monte gilt als bedeutender Sammler von Kunstwerken seiner Zeit und Förderer der Wissenschaften. Er gilt als erster nachgewiesener Besitzer der Portlandvase, und sein Haushalt im Palazzo Madama war zu seinen Lebzeiten ein wichtiger Salon, wo sich wichtige Intellektuelle trafen. Zum Zeitpunkt seines Todes bestand die Kunstsammlung aus sechshundert Gemälden, und seine frühe finanzielle Unterstützung des Künstlers Caravaggio ermöglichte diesem viele seiner frühen Werke. Gemeinsam mit seinem Bruder unterstützte er finanziell den Wissenschaftler Galileo Galilei, so dass dieser einen Wettbewerb in Mathematik in Pisa 1589 und in Padua 1592 gewinnen konnte. Als Dank gab Galileo ihm eine Kopie von Sidereus Nuncius und ein Teleskop zum Geschenk. Als Galileo 1611 nach Rom ging, wurde er von Cosimo II. de’ Medici in die Gesellschaft des Kardinals geschickt, damit dieser ihn unterstützte.